# ユーリイ・レヴィチン
ユーリイ・レヴィチン（ウクライナ語:Юрій Абрамович Левітін, ロシア語:Юрий Абрамович Левитин, ラテン文字:Yuri Abramovitch Levitin、1912年12月18日 - 1993年8月2日）は、ウクライナ出身の作曲家。
ポルタヴァ出身。1935年にレニングラード音楽院を卒業するが、1937年に大学院に入ってピアノを学び、さらにドミートリイ・ショスタコーヴィチの作曲クラスで学んで1942年に修了した。
1931年から1941年までレニングラード国立劇場とレニングラードフィルハーモニー協会でピアニストとして働き、1941年にタシケント劇場の音楽監督となったが、翌年にモスクワに移住した。1947年にソビエト連邦共産党に入党。1952年にスターリン賞を受賞し、1980年にはロシア人民芸術家の称号を与えられた。
作品には4つのオペラ、7つのカンタータ、2つの交響曲、管弦楽のための協奏曲、トランペット協奏曲、クラリネット協奏曲、チェロ協奏曲、オーボエ協奏曲、ホルン協奏曲、12の弦楽四重奏曲、歌曲、映画音楽などがある。